# بیرون از جنگل‌ها
«بیرون از جنگل‌ها» یا «جان سالم به‌در بردن» (به انگلیسی: Out of the Woods) ترانه‌ای از خواننده و ترانه‌سرای آمریکایی تیلور سوئیفت است. این ترانه یکی از ترانه‌های آلبوم ۱۹۸۹ است که در ۱۳ اکتبر سال ۲۰۱۴ منتشر شد. این ترانه به عنوان ششمین تک‌آهنگ از ۱۹۸۹ در ۱ ژانویه ۲۰۱۶ توسط بیگ مشین رکوردز منتشر شد.

## موزیک ویدئو
موزیک ویدئو این ترانه به کارگردانی جوزف کان است و در Dick Clark's New Year's Rockin' Eve به همراه رایان سیکرست در ۳۱ دسامبر سال ۲۰۱۵ رونمایی شد.
همچنین تیلور سوئیفت قسمتی از این موزیک ویدئو را در سواحل شهر کویینزتاون، نیوزیلند فیلمبرداری کرده‌است .
این ویدئو موفق به دریافت نشان پتالیوم شد.
بعد از انتشار این موزیک ویدئو متن She Lost Him but She Found Herself and Somehow that was Everything. موفقیت فوق العاده زیادی کسب کرد.
در ابتدا این ویدئو تیلور سوئیفت در کنار ساحل ایستاده و با حرکت گیاهان به اطراف او به جنگل میرود.
همچنین در قسمت‌های دیگر موزیک ویدئو سویفت در مکان‌هایی مانند بیابان و اقیانوس و کوه و... نیز راه میابد.
و در آخر ویدئو سویفت بعد از دردسرهای فراوان خودش را در کنار ساحل پیدا میکند.
و موزیک ویدئو با متن She Lost Him But She Found Herself and Somehow that was Everything. به پایان میرسد.